# (6926) 1994 RO11
A (6926) 1994 RO11 a Naprendszer kisbolygóövében található aszteroida. Ueda Szeidzsi és Kaneda Hirosi fedezte fel 1994. szeptember 1-én.